# Stan Hywet Hall
El Stan Hywet Hall es una casa museo histórica en la ciudad de Akron, en el estado de Ohio (Estados Unidos). La finca de 28,3 ha incluye jardines, un invernadero, una cochera y la mansión principal, una de las casas más grandes de los Estados Unidos. Un Monumento Histórico Nacional, es de importancia nacional como el hogar de F. A. Seiberling, cofundador de Goodyear Tire and Rubber Company.

## Historia

### Concepción y creación
La finca fue construida entre 1912 y 1915 para Frank Seiberling, cofundador de Goodyear Tire and Rubber Company, y su esposa, Gertrude Penfield Seiberling. Llamaron a su "American Country Estate" Stan Hywet, traducido libremente del inglés antiguo que significa "cantera de piedra" o "piedra labrada", para reflejar el uso anterior del sitio y las canteras de piedra abandonadas ubicadas en los terrenos de la finca Aveill Dairy.
Seiberling y Gertrude contrataron a tres profesionales para dar forma al resultado de este proyecto de construcción de viviendas: el diseñador paisajista de Boston Warren Manning, el diseñador de interiores de Nueva York Hugo Huber y el arquitecto de Cleveland Charles Schneider. Schneider originalmente presentó su diseño como empleado de George Post & Sons, una firma de arquitectura de Nueva York. Schneider dejó la empresa en 1913, pero mantuvo el control creativo y la supervisión del proyecto de construcción.
En abril de 1912, los Seiberlings, con su hija mayor Irene y el arquitecto Schneider, viajaron a Inglaterra para recorrer aproximadamente 20 casas señoriales en busca de inspiración para el diseño de la casa. Tres casas de campo inglesas sirvieron de inspiración para Stan Hywet: Compton Wynyates, Ockwells Manor y Haddon Hall.
La larga y extensa Manor House abarca 5990 m² e incluye cuatro pisos y un nivel inferior (sótano). Al concebir la casa de sus sueños, los Seiberlings le preguntaron a cada miembro de la familia qué deseaba. Gertrude solicitó una gran sala de música, los niños solicitaron una piscina cubierta y una oficina privada para FA La casa incluía un comedor formal con capacidad para 40 personas, cinco habitaciones de invitados con baños completos contiguos y vestidores, y ocho dormitorios de sirvientes.

### Diseño de interiores

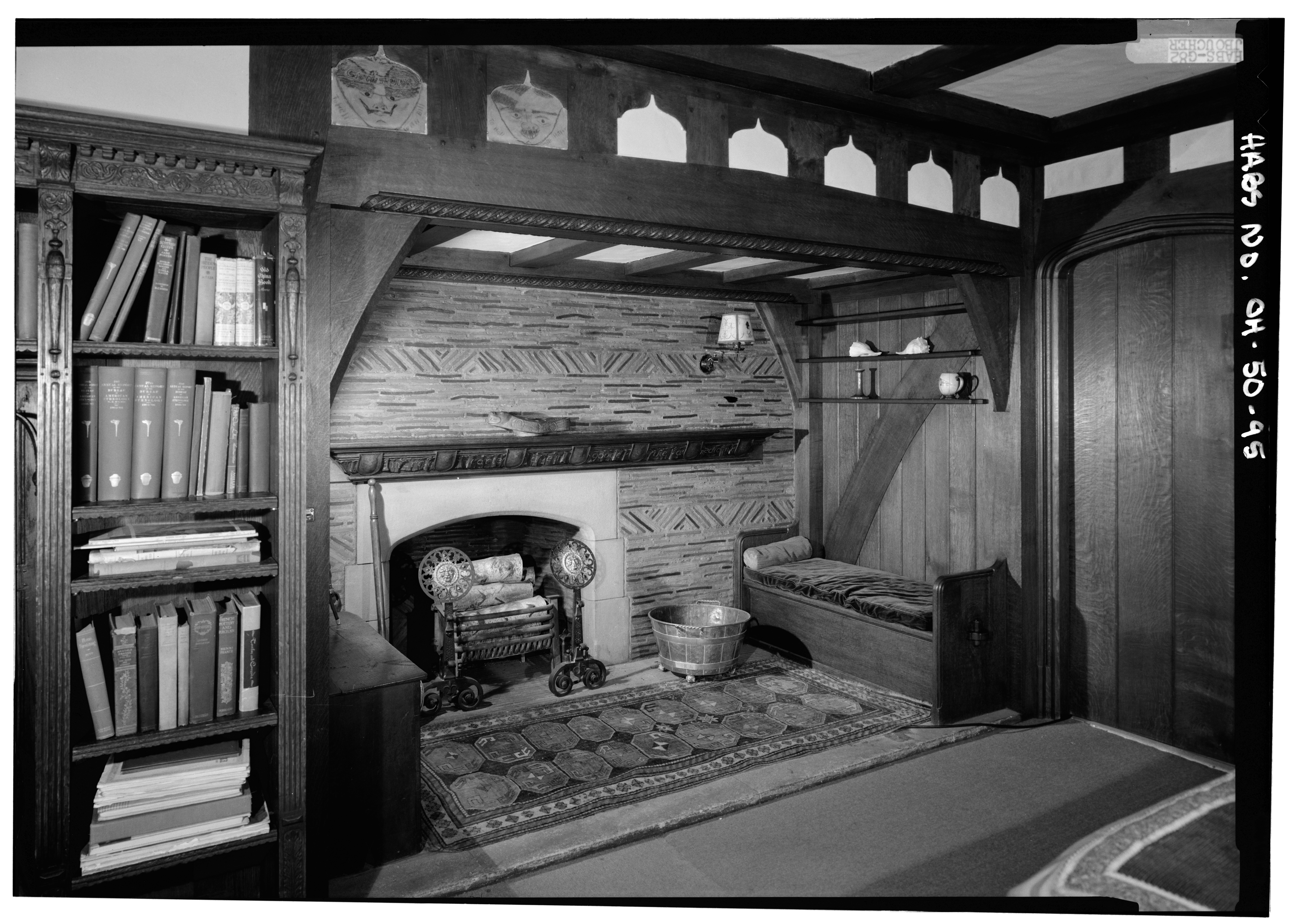
Inglenook en el dormitorio azul del pasillo

El diseñador de interiores Hugo Huber trabajó con Gertrude Seiberling para amueblar el interior de la casa. La pareja hizo frecuentes viajes de compras a Nueva York y Huber viajó con Seiberling y Gertrude a Inglaterra en enero de 1915 para mirar piezas antiguas para el hogar. Gertrude inicialmente quería amueblar toda la casa con antigüedades Tudor apropiadas para la época, pero Seiberling argumentó que la gran familia necesitaría muebles cómodos. Huber se comprometió al integrar una selección de antigüedades Tudor con muebles contemporáneos de 1915 que fueron hechos para parecer antiguos y encajar con la decoración general de la casa.

### Diseño de exteriores
Los terrenos de la propiedad, originalmente de unos 0,6 ha en extensión, fueron diseñados entre 1911-1915 por el arquitecto paisajista de Boston Warren H. Manning, y siguen siendo hoy uno de los mejores ejemplos de su trabajo. Manning situó la casa en el borde de la pared de la cantera, con vistas a un valle cercano y colinas en la distancia.
Alrededor de la casa, creó una serie de vistas que relacionaban la casa con el entorno que la rodeaba, entrelazando los dos en un diseño unificado. La entrada a la propiedad (a través de un huerto de manzanas existente), y los dos caminos en los lados norte y sur de la casa, proporcionan ejemplos de vistas creadas por Manning utilizando materiales vegetales dispuestos. A lo largo de la parte trasera de la casa, Manning manipuló las plantaciones forestales existentes y eliminó el crecimiento para crear perspectivas sobre kilómetros de campo tranquilo para capturar la extensión interminable de la propiedad de los Seiberlings.
Alrededor de Manor House, Manning diseñó una secuencia de espacios de jardín contrastantes que ubicaron las habitaciones formales del jardín, como el Jardín Inglés, el Jardín de la Sala de Desayuno, el Jardín Perenne, el Jardín Japonés y la Terraza Oeste, dentro del paisaje natural existente. Manning usó una técnica de concentración de plantas en la que utilizó predominantemente materiales vegetales nativos, agrupando árboles de hoja caduca con pequeños árboles ornamentales y franjas de plantaciones perennes, para tallar vistas y jardines que dan definición y movimiento a su diseño.
El jardín inglés fue rediseñado en 1929 por la célebre arquitecta paisajista Ellen Biddle Shipman. El paisaje ha sido objeto de dos restauraciones importantes: la primera en 1984, cuando se creó un plan maestro para devolver la propiedad al plan de paisaje original de Warren Manning, y la segunda entre 2000 y 2010, para reconstruir todos los jardines y paisajismo alrededor de Manor House.

### Espacios recreativos
Los terrenos de la propiedad también incluyen dos canchas de tenis, canchas de croquet y roque, senderos para caballos, un campo de golf de cuatro hoyos, lagunas para nadar y pasear en bote, una piscina cubierta y un gimnasio, algunas de las salidas recreativas disponibles para los Seiberlings y sus huéspedes..

### Preservación

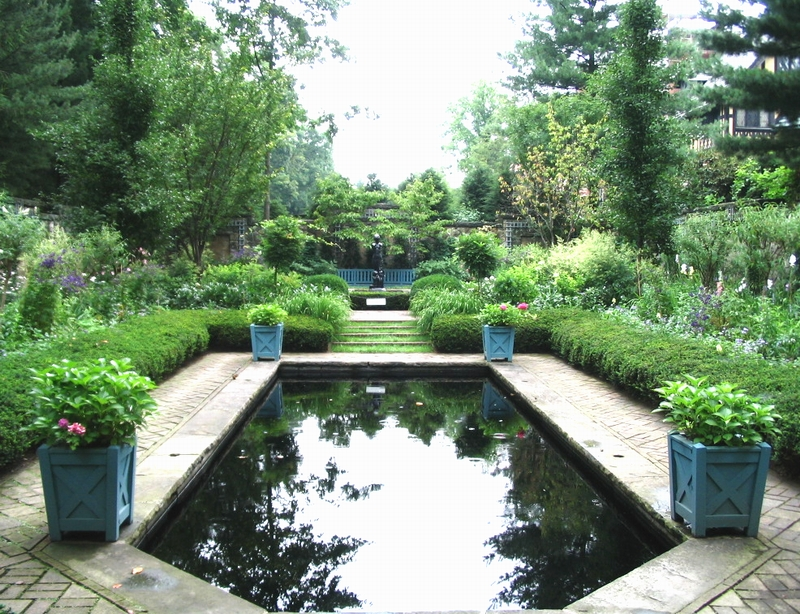
El jardín inglés fue rediseñado por Ellen Biddle Shipman a fines de los años 1920. Es uno de los pocos jardines Shipman restaurados abiertos al público.

En 1957, los seis niños de Seiberling donaron Stan Hywet a la recién formada Stan Hywet Hall Foundation, una organización sin fines de lucro formada para la preservación de la propiedad. Ahora es una casa museo histórica y una finca, abierta al público estacionalmente, de acuerdo con la inscripción de piedra sobre la puerta principal de la casa solariega, "Non nobis solum", que significa "No solo para nosotros".
En 2015, Manor House se sometió a una extensa restauración habitación por habitación, financiada por la exitosa "Campaña del siglo II".
Stan Hywet Hall and Gardens está abierto de martes a domingo, del 1 de abril al 30 de diciembre. Está cerrado al público los lunes, excepto el Día de los Caídos y el Día del Trabajo. Se cobra una tarifa de admisión y hay varios recorridos disponibles.